# Годоберинцы
Годобери́нцы (годоб. гъибдиди) —  один из малочисленных дагестанских народов андийской подветви, исторически проживающий на северо-западе Дагестана, коренной народ республики. 
Верующие — мусульмане-сунниты шафиитского мазхаба.

## Название
Самоназвание годоберинцев — гъибдиди. Аварцы называют их гъодоберисел, андийцы — гъодобердирал, ахвахцы — гъодоберидо, багвалинцы — гъодобуриди, ботлихцы — гъибдиди, каратинцы — гъодоберди, тиндинцы — гъодоберийи, чамалинцы — гъедид, чеченцы — гIуворой.
В устной традиции годоберинцев существует несколько легенд об образовании этого этнонима. Согласно одной из легенд, первые поселенцы этих мест – братья-охотники. Они, по преданию, были меткими стрелками, способными поразить стрелой в глаз летящего ворона. Таким образом, название этнонима происходит от аварского гъеду «ворона» и бер «глаз» (букв. «вороний глаз»).

## Общие сведения

### Этническая принадлежность
Годоберинцы — один из андийских народов. Живут по левобережью средней части реки Андийское Койсу. Это юго-западный угол современного Ботлихского района Дагестана, который непосредственно примыкает к Андийскому хребту, отделяющего в этом месте Дагестан от бассейна реки Шаро-Аргун. Соседями годоберинцев являются: на севере аварцы (Шодрода), на северо-востоке ботлихцы (Миарсо), на востоке снова аварцы (Алак), на юге чамалинцы (Гигатль). Западная граница проходит по Андийскому хребту (граница с Чечней).

### Состав
Издавна у годоберинцев сложился свой тип разделения на родственны групы — гайи и тухумы (соотв. годоб. гъай, тухум). Годоберинское общество состоит из 8 гаев.
Список гаев:
1. Азикибе,
2. Бадабе
3. Гвацабе
4. Исарибе
5. Тисибе
6. Хвахвачабе
7. Чайквабе
8. Шаматибе

Гайи в свою очередь подразделяются на более мелкие родственные группы — тухумы. Например, гай Исарибе распадается на 7 тухумов: Бадалал, Квахтаради, Буртилбе, Адалбе, Чинтубе, Пашабе, Адутлибе; гай Шаматибе на 6: Тисилабе, Эзерилабе, Ахвебе, Мичибе, Ашкабе, Юнусибе и т.д.

## Численность и расселение

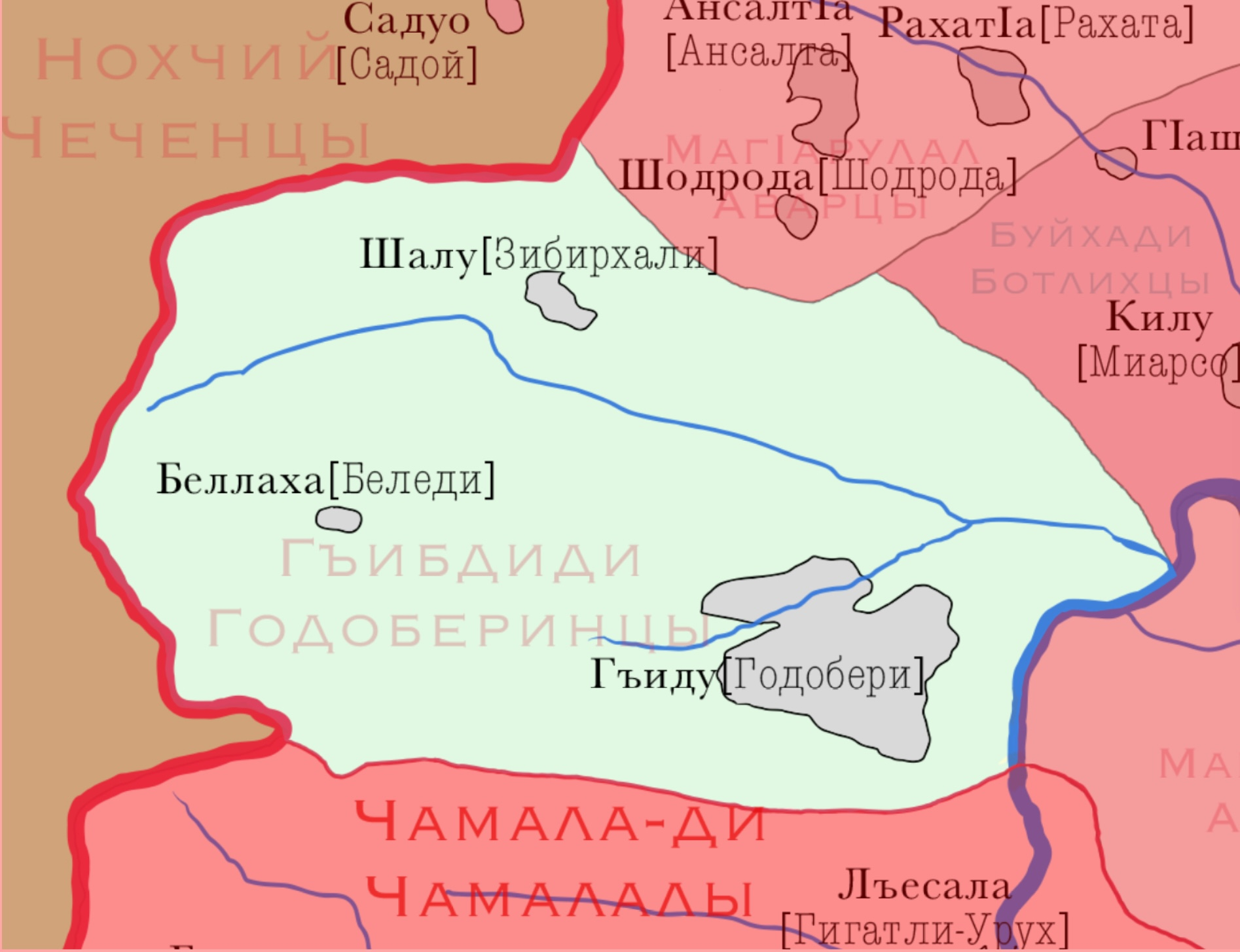
Годоберинские села в горной зоне. Названия приведены на годоберинском языке.

Годоберинцы живут в сёлах Годобери, Зибирхали и Беледи Ботлихского района, в селе Теречное Хасавюртовского района и в кутане Комар-Хутор Кизлярского района. Совместно с другими народами компактно  проживают и в селе Красный Восход Кизлярского района. Много годоберинцев также живут в других селах Хасавюртовского, Кизлярского, Кизилюртовского, Бабаюртовского и Тарумовского районов.
По переписи 1897 года годоберинцев насчитывалось 1172 человек. По переписи 1926 года в СССР проживало 1425 годоберинцев. В последующих переписях населения СССР годоберинцы не выделялись как этническая группа, а включались в состав аварцев. По приблизительным сведениям в 1958 году их насчитывалось 2 тыс., а в 1967 году — 2500 человек. По переписи 2002 года в России проживало 39 годоберинцев, которые были включены как этническая группа в составе аварцев. Перепись 2010 года зафиксировала в стране уже 427 годоберинцев, а перепись 2021 года — 2170. По оценкам лингвистов количество годоберинцев составляет приблизительно 4000 человек.

## История

### Ранний период. Сведения в исторической литературе
На местах нынешнего проживания годоберинцы поселились относительно в давнем периоде, о чём свидетельствуют находки возле села Годобери при проведении раскопок по приказу А. В. Комарова. Найденные медные и бронзовые украшения археолог А. А. Иессен отнёс к периоду средневековья. Так же могильники, расположенные в горных сёлах, в том числе и в Годобери, археологи относят к периоду раннего средневековья (V—X вв.). Весьма интересны также найденные в селе Зибирхали бронзовые статуэтки, хранящиеся в фондах Дагестанского объединенного музея. Аналогичные статуэтки описаны А. П. Кругловым и отнесены им к V в. до н. э.
В сочинениях античных авторов Плиния Старшего (I век) и Клавдия Птолемея (II век) упоминается кавказское племя дидури. Под этим названием известна конфедерация союзов сельских общин, в которую входили многие андо-цезские народы, включая годоберинцев. Этот союз просуществовал до XV века, после чего годоберинцы вошли в союз сельских общин Технуцал и обосновались как вольное общество Годобери.
Группу андийских народов описал Иоганн Гербер, называя их таулинцами, имеющими «пашни, виноградные и другие сады» и говорящими «по крайней мере» на 10 разных языках.
Конкретно о годоберинцах, находящихся в зависимости от аварских ханов, в XVIII веке говорит Иоганн Гюльденштедт. К этому же времени относится упоминание годоберинских селений в числе других 300 других в «Списке сел раятов Нуцал-хана, которые ему дают харадж и магалу».
Краткие сведения о годоберинцах можно найти в работах Яна Потоцкого и А. Эркерта, упоминает о годоберинцах и автор «Рассказа офицера, бывшего в плену у Шамиля» И. Загурский. В статье Н. Костемировского, опубликованной в газете «Кавказ», содержатся общие сведения о годоберинцах: названы селения, обозначен род занятий, приводятся общие данные об административном устройстве. Самые общие сведения о них содержатся и в работе Адольфа Дирра, посвященной языкам андо-цезских народов.

### Появление ислама
Во время арабских завоеваний в Дагестане в VII—VIII вв. Западный Дагестан, в том числе и годоберинцы, оставался вне арабского влияния. Заметную роль в распространении ислама в Дагестане сыграл Казикумух, способствовавший исламизации Хунзаха, а затем и Гидатля. Последние приложили много усилий для распространения ислама дальше, в глубь гор, в частности среди народов Западного Дагестана. В конце XIV века в Западном Дагестане население частично исповедовало христианство, частью было приверженцами старых традиционных верований. Надо полагать, что окончательное утверждение мусульманской веры у годоберинцев можно отнести к XVI веку. Вскоре союз Технуцал сам стал проводником ислама в другие общества Дагестана. Распространение ислама, а затем и арабской письменности способствовали ускорению культурного развития годоберинцев.

### Годоберинцы в составе имамата Шамиля
В коллекции Архива Института истории, археологии и этнографии Дагестанского научного центра Российской академии наук обнаружена черно-белая фотокопия арабоязычной рукописной «Карты владений Шамиля». В левом нижнем углу карты имеется запись: «Составил карту ал-хаджжи Йусуф-афанди Сафар-заде в начале месяца раби ул-аввал 1273 года (29 октября 1856 года по григорианскому календарю)». В ней предаётся: 

...Мудирство «между рекой Аргун и Андийским Койсу» состоит из десяти наибств...
...«Участок Технуцал (طحنژل): наиб Исмаил; 200 конных, 360 пеших, итого 560». Технуцал занимает относительно маленькую территорию и граничит с пятью наибствами. В его пределах отмечены селения: Годобери (غدبر), Шодрода (شدرده), Ансалта (انسلط), Тандо (طاندو), Миарсо (معرس), Ботлих (بوڷق)...

### Участие годоберинцев в военных сражениях, битвах и набегах

#### Отношение с соседними народами
Согласно Е. Шиллингу, годоберинцы принимали участие в походах на Грузию. Имели место и военные столкновения с чеченцами. Союзниками годоберинцев в воинских делах являлись каратинцы. Давняя вражда из-за пастбищ была с ближайшими аварскими селениями Ансалта и Шодрода, о чем свидетельствуют многие годоберинские легенды, связанные в частности с воином Исари Чеерчи. Он делал набеги и захватывал земельные участки ансалтинцев и шодродинцев, и никто не смог против него выступить. В конце концов был отравлен женой годоберинца, убитого им. Вопрос с земельными участниками в свое время разрешил Шамиль, распределив спорные земли между годоберинцами и аварцами селений Ансалта и Шодрода.

#### Годоберинцы во время Кавказской войны
Во время Кавказской войны в армии Шамиля находилось 30 всадников и 190 пехотинцев из Годобери, Зибирхали и окружающих их хуторов и отселков. Памятником участия годоберинцев является здешнее старое кладбище. Надгробные памятники имеют надписи на арабском языке, вроде следующих: «Здесь память Магомеда Курбанова, погибшего в Грузии в войсках имама Шамиля, 1270 г. по хиджре», «Магомедов Аминтаза погиб в боях с царем в Агиштах, 1273 г. по хиджре». При защите Ахульго погибли 12 годоберинцев. 

### В составе Российской империи
После конца Кавказской войны все годоберинские земли были включены в состав Андийского округа Дагестанской области.  Вместе с другими горцами Дагестана годоберинцы принимали участие в антиколониальных восстаниях 1861 и 1862 годах, жестоко подавленных царскими войсками. В широком по масштабам восстании 1877 году, охватившем большую часть Дагестана, годоберинцы участвовали слабо. Объясняется видимо это тем, что с целью удержать выступление Западного Дагестана царская администрация дислоцировала здесь, в пограничных с Чечней районах, значительные военные силы и усилила горнизоны укреплений. После подавления восстания часть активных его участников — годоберинцев, вместе с другими горцами, была казнена, часть выслана в Сибирь.
В 1917 году началась Гражданская война в России, в которой годоберинцы принимали активное участие. Богачи и духовенство ушли к Нажмудину Гоцинскому, а бедняки, те, кто слушал выступление Махача Дахадаева на митинге в Ботлихе, принялись бороться за власть Советов. Активным участником Гражданской войны среди годоберинцев можно назвать Абдулмеджида Алиева, которого в 1919 году вместе с другими организаторами и руководителями Дагестанского подпольного обкома РКП(б) расстреляли около станции Темиргое. В Махачкале ему и ещё пяти расстрелянным установлен памятник.

### В составе Советского Союза
После победы большевиков над Белой армией был образован Советский Союз, и земли годоберинцев вошли в состав Дагестаской АССР сначала в Андийский округ, а потом в Ботлихский район. Из-за запрета на религиозную деятельность, Советской властью были репрессированы многие годоберинцы-арабисты; одни были сосланы в ссылку, другие расстреляны. В феврале 1944 года после депортации чеченцев и ингушей в Казахстан произошла частичная депортация годоберинцев из сел Зибирхали и Нижнее Годобери. Население было насильно переселено на земли чеченцев, а сами села были сожжены и ликвидированы. После возвращения чеченцев на свои земли, часть годоберинцев переселилась на равнинные земли, где впоследствии было основано село Теречное, часть — в родные села.
Годоберинцы участвовали и в событиях Второй мировой войны. Против фашистской Германии воевало 120 годоберинцев, 55 из них погибли на поле боя. В 1942 году в Германии был основан Северо-Кавказский национальный комитет, в задачи которого входило представление интересов северокавказцев перед немецкими властями, контакт и поддержка северокавказских легионеров, воюющих на стороне нацистской Германии, а также выпуск пропагандистских материалов (например, легионерской газеты «Газават», имевшей эпиграф «Аллах над нами — Гитлер с нами»). Председателем этого комитета был годоберинец Ахмед-Наби Магомедов.

### Современность
26 декабря 1991 года после распада Советского Союза земли годоберинцев вошли в состав Ботлихского района Республики Дагестан Российской Федерации. 
7 августа 1999 началась Вторая чеченская война, боевики во главе с Шамилем Басаевым вторглись на территорию Ботлихского района. Отряд годоберинских ополченцев отстоял своё село ещё до прибытия федеральных войск, отчего многие годоберинцы были представлены к государственным наградам. В частности, это Дибиргаджи Магомедов, ставший героем России.

## Язык
Говорят на годоберинском языке, относящийся к андийской подветви аваро-андо-цезской ветви нахско-дагестанской языковой семьи. Распространены также аварский, русский языки, незначительно также чеченский язык. Письменность на аварском языке на основе русской графики. Выделяются два диалекта: собственно годоберинский и зибирхалинский. Наиболее близок годоберинскому ботлихский язык. Т. Е. Гудава о месте годоберинского языка в системе андийских языков пишет: «Довольно близки друг к другу ботлихский и годоберинский языки, но следует учесть, что годоберинский является как бы переходным звеном между ботлихским и чамалинским языками».

## Быт

### Занятия и традиции
Традиционные занятия годоберинцев — пашенное земледелие (пшеница, ячмень, просо, позже кукуруза) и скотоводство. Важное место занимали садоводство, виноградарство, охота и пчеловодство. Домашняя промышленность и ремёсла: ткачество, обработка кожи, шерсти, металла, дерева, камня, производство войлока. Основные современные занятия — земледелие, скотоводство, садоводство, подсобное — пчеловодство. В основе традиционной социальной организации — сельская община, большое значение имели патриархальные кровнородственные объединения — тухумы. Семья малая, счёт родства ведётся по отцовской и по материнской линиям. Широко распространена родственная и соседская взаимопомощь. Похоронно-поминальная обрядность сочетает элементы домусульманских и мусульманских обрядов. Жанры фольклора разнообразны — предания, легенды, сказки, песни, пословицы, поговорки и т.п., некоторые двуязычны (передаются также на аварском языке). Популярны легенды и предания о первых поселенцах, о местных героях, о происхождении тех или иных тухумов. Развита народная медицина. Сохраняются домусульманские анимистические представления (вера в духов, культы предков, деревьев и т.п.).

### Поселения и жилища
Многие годоберинцы живут в городах, заняты в промышленности. Традиционные поселения на холмах, улицы довольно широкие, неправильно расположенные. Центр селения — мечеть и годекан, где мужчины проводили свободное время. Подступы охранялись сторожевыми и боевыми башнями. Поселения возникали как территориально-тухумные, с XVI—XVII веков имели чисто территориальный характер. Традиционное жилище из камня, дерева (в последнее время — также из самана), чаще одноэтажное, квадратное в плане, каркасно-столбовое; ныне дома современного типа.

### Традиционная одежда
Традиционная одежда сходна с одеждой ботлихцев. В основе мужского костюма — туникообразная рубаха, штаны, бешмет, черкеска, папаха, овчинные шубы разнообразной формы, бурка. Носили пояса, газыри и кинжалы. Традиционная обувь нескольких типов, из сыромяти, сафьяна, войлока и т.д. В комплекс женской одежды входили платье-рубаха, платье в талию, штаны, головной убор (украшался серебряными монетами, нашивными кольцами), платок и кожаные с войлочным голенищем сапоги с загнутым носком.

### Традиционная пища
В традиционной пище преобладают молочные продукты (сыр, творог, кислое молоко, сыворотка), распространены блюда из мясных продуктов (колбаса, нутряной жир, курдюк), из муки, растительные и овощные (тыква); наиболее распространённое — хинкал с мясом и без него, с приправой. Издревле у годоберинцев существовал свой вид хинкала, который они именуют словом «кIярди». Просяное (позже – пшеничное) тесто замешивалось на кефире или сыворотке, из которого лепили маленькие кусочки теста круглой формы. Хинкал варился на воде, после готовности подавался к столу. Иногда вместе с ним подавались мясо и картофель.